# Mikael Nilsson (fotbollsspelare född 1978)
Mikael Nilsson, född den 24 juni 1978 i Tollarp, är en svensk före detta professionell fotbollsspelare.

## Karriär
Nilsson värvades som 20-åring från Ovesholms IF i division 6 till Åhus Horna BK i division 2. Snart fick allsvenska Halmstads BK upp ögonen för honom och han värvades till klubben året efter, inför säsongen 2000. Första året i HBK var han med och tog SM-guld. Nilsson utvecklades snart till en av klubbens viktigaste spelare och en av allsvenskans bästa mittfältare. Han debuterade i landslaget 20 november 2002 i en träningslandskamp mot Tjeckien, i vilken han gjorde två mål.
I EM-slutspelet 2004 i Portugal spelade Nilsson i alla Sveriges matcher, men flyttades redan i öppningsmatchen mot Bulgarien ned som ytterback. I juli 2004 värvades Nilsson av engelska Southampton. Där blev han klubbkamrat med både Anders Svensson och Michael Svensson. Nilsson hade dock svårt att ta en plats i laget och när Southampton åkte ur Premier League gick han vidare till Panathinaikos i Grekland i augusti 2005.
Nilsson var även med i Sveriges trupp till VM 2006 men fick där ingen speltid. I landslaget fick Nilsson spela antingen högermittfältare, högerback eller vänsterback. I EM 2008 spelade han alla tre matcher på vänsterbacksplatsen.
I april 2009 skrev Nilsson på ett treårskontrakt med danska toppklubben Brøndby.
I Sveriges VM-kvalmatch mot Danmark den 6 juni 2009 på Råsunda gjorde Nilsson ett ödesdigert misstag när han skulle rensa bort ett högerinlägg i straffområdet. Bollen träffade Nilssons vänsterben och hamnade hos dansken Thomas Kahlenberg som fick öppet mål och gjorde 1-0 till Danmark, som blev slutresultatet.
Den 12 oktober 2009 meddelade Nilsson att hans sista match med Sverige skulle bli VM-kvalmatchen mot Albanien den 14 oktober 2009.
Nilssons kontrakt med Brøndby gick ut sista juni 2012 och förlängdes inte. Den 8 augusti 2012 meddelade Nilsson officiellt att han avslutade sin karriär som spelare.

## Meriter
- Svensk mästare 2000
- Allsvenskt "stort silver" 2004
- Landslagsman: Med i Sveriges trupp till EM 2004, VM 2006 och 2008